# Szokrátisz Papasztathópulosz
Szokrátisz Papasztathópulosz (görögül: Σωκράτης Παπασταθόπουλος; Kalamáta, 1988. június 9. –) görög labdarúgó, jelenleg a görög Olimpiakosz hátvédje.

## Pályafutása

### Klubcsapatokban
Pályafutását az AÉK-ban kezdte és itt is vált profi labdarúgóvá. A felnőtt csapatban 2005 októberében mutatkozhatott be egy görög kupa mérkőzésen.
2006 januárjában, hat hónapra a másodosztályú Niki Vólu együtteséhez került kölcsönbe. Nyáron visszatért az AÉK-hez és egészen 2008-ig a klub alkalmazásában állt.
2008. augusztus 1-jén az olasz Genoa szerződtette le. Új csapatában 2008. szeptember 21-én debütált a Fiorentina ellen, első gólját pedig 2008. október 5-én szerezte a Napoli ellen. A 2009–10-es bajnokságban kiegyensúlyozott teljesítményére felfigyeltek. Ezek után nem volt meglepő, hogy egy nagyobb nevű klub, nevezetesen a Milan szerződtette. A 2010–11-es idényben azonban mindössze 5 mérkőzésen lépett pályára. 2011 májusában visszatért a Genoahoz.
A 2011–12-es szezonban kölcsönjátékosként a német Werder Brement erősítette. Remek teljesítményével elérte, hogy a német csapat szerződést ajánlott neki. A Werdernél eltöltött két éve alatt a védelem alappillérének számított, ezenfelül két gólt is szerzett.
2013 nyarán a Bundesliga egyik sztárcsapata, a Borussia Dortmund vásárolta ki a Bremenből. A Hummels-Subotić hátvéd-kettős mögött kezdetben csak ritkán jutott játéklehetőséghez, ám amikor az ősz végén megsérült mindkét sztárvédő, Szokrátisz a kezdőcsapatban találta magát.
2018. július 2-án az Arsenal csapatához írt alá.
2023-ban a spanyol Betis csapata megszerezte az akkor csapat nélküli játékost.

### Válogatottban
A 2007-es U19-es labdarúgó-Európa-bajnokságon csapatkapitánya volt a görög U17-es válogatottnak. Sikerült döntőig menetelniük, ahol Spanyolországgal találkoztak. Azonban Papasztathópulosz a németek elleni elődöntőben megkapta második sárga lapját a tornán, így ki kellett hagynia a döntőt.
A felnőtt válogatottba először 2008. február 1-jén kapott meghívót. Rá négy napra február 5-én debütált egy Csehország elleni 1–0-s győzelem alkalmával. A 2008-as Európa-bajnokság bő keretébe bekerült, de a keretszűkítést követően a 23 fős keretbe nem. A 2010-es világbajnokságon már részt vett.
A 2012-es Európa-bajnokságon ő volt az első játékos, aki a kiállítás sorsára jutott. A torna nyitómérkőzésén (Lengyelország–Görögország) a spanyol játékvezető Velasco Carballo mutatta fel neki a piros lapot.

## Sikerei, díjai

### Egyéni
- - Bekerült a 2007-es U17-es Európa-bajnokság All Star csapatába.
  - Az év fiatal labdarúgója Görögországban: 2008

### Klubcsapattal
- AÉK:
  - Görög bajnoki ezüstérmes: 2005-06, 2006-07, 2007-08
- AC Milan:
  - Olasz bajnok: 2010–11
- Werder Bremen:
  - Telekom-kupa győztes: 2012
- Borussia Dortmund:
  - Német szuperkupa győztes: 2013, 2014
  - Német bajnoki ezüstérmes: 2013-14, 2015-16
  - Német kupadöntős: 2013-14, 2014-15
  - Német szuperkupa döntős: 2016, 2017
  - Német bajnoki bronzérmes: 2016-17
  - Német kupagyőztes: 2016–17
- Arsenal:
  - FA-kupa – győztes: 2019–2020
  - Európa-liga döntős: 2018–19

### Válogatottal
- Görögország:
  - U19-es Európa-bajnoki ezüstérmes: 2007